# James Sloyan
James Joseph Sloyan (* 24. Februar 1940 in Indianapolis, Indiana, USA) ist ein US-amerikanischer Film- und Theaterschauspieler.

## Leben
Als Kleinkind zog Sloyan mit seinen Eltern nach Italien. Dort verbrachte er seine Kindheit in Rom und Mailand und auf der Insel Capri. Später lebte die Familie in der Schweiz und in Irland. 1957 – Sloyan war 17 Jahre alt – zog die Familie zurück in die Vereinigten Staaten und ließ sich in New York City nieder. Hier begann Sloyan bald darauf ein kleines Theater zu leiten, ehe er ein Stipendium für die renommierte American Academy of Dramatic Arts bekam. Nach zwei Jahren begann Sloyan mit Joseph Papp beim New York Shakespeare Festival (NYSF) zusammenzuarbeiten.
1962 wurde Sloyan in die United States Army eingezogen und musste im Vietnamkrieg kämpfen. Vier Jahre später wurde er entlassen und kehrte zum NYSF zurück. Er stand in nicht weniger als 28 Theaterproduktionen auf der Bühne und choreographierte dabei sämtliche Kampfszenen. Zu seinem bekanntesten Werk zählt Einer flog über das Kuckucksnest. Sloyans Filmdebüt erfolgte 1970 in Jack Smights Western Der Reisende Henker.
Über sein Privatleben weiß man, dass er mit der Filmschauspielerin Deirdre Lenihan verheiratet ist und mit ihr zwei Kinder, Daniel und Samantha, hat.

## Filmografie (Auswahl)

### Fernsehserien
- 1972: Sergeant Madigan (Madigan, 1 Folge)
- 1973: Kojak – Einsatz in Manhattan (Kojak, 1 Folge)
- 1974: Hawaii Fünf-Null (Hawaii Five-O, 1 Folge)
- 1974: Die Straßen von San Francisco (Masons Marionetten, Staffel 2 Folge 19)
- 1977: Westside Medical (13 Folgen)
- 1979: Kaz & Co (Kaz, 1 Folge)
- 1979: Buck Rogers (Buck Rogers in the 25th Century, 2 Folgen)
- 1980: Die Schnüffler (Tenspeed and Brown Shoe, 1 Folge)
- 1981: Lou Grant (1 Folge)
- 1982: Falcon Crest (1 Folge)
- 1983–1984: Oh Madeline (19 Folgen)
- 1984: Unter der Sonne Kaliforniens (Knots Landing, 1 Folge)
- 1984–1986: Love Boat (The Love Boat, 3 Folgen)
- 1985: Trio mit vier Fäusten (Riptide, 1 Folge)
- 1985: Cagney & Lacey (1 Folge)
- 1985: Das Model und der Schnüffler (Moonlighting, 1 Folge)
- 1985: Die Spezialisten unterwegs (Misfits of Science, 1 Folge)
- 1986: Ein Colt für alle Fälle (The Fall Guy, 1 Folge)
- 1986: Simon & Simon (1 Folge)
- 1986: Ein Engel auf Erden (Highway to Heaven, 2 Folgen)
- 1987: Wer ist hier der Boss? (Who’s the Boss?, 1 Folge)
- 1986–1991: Mord ist ihr Hobby (Murder, She Wrote, 7 Folgen)
- 1988: In geheimer Mission (Mission: Impossible, 1 Folge)
- 1988–1989: Matlock (3 Folgen)
- 1989–1990: MacGyver (2 Folgen)
- 1991: Zurück in die Vergangenheit (Quantum Leap, 1 Folge)
- 1991: Beverly Hills, 90210 (1 Folge)
- 1989–1992: Baywatch – Die Rettungsschwimmer von Malibu (Baywatch, 2 Folgen)
- 1989–1994: Raumschiff Enterprise: Das nächste Jahrhundert (Star Trek: The Next Generation, 2 Folgen)
- 1994: Akte X – Die unheimlichen Fälle des FBI (The X-Files, 1 Folge)
- 1994–1997: Star Trek: Deep Space Nine (2 Folgen)
- 1995: Star Trek: Raumschiff Voyager (Star Trek: Voyager, 1 Folge)
- 1995–1996: Dr. Quinn – Ärztin aus Leidenschaft (Dr. Quinn, Medicine Woman, 3 folgen)
- 1995–1997: Party of Five (4 Folgen)
- 1996: New York Cops – NYPD Blue (NYPD Blue, 1 Folge)
- 1997: Diagnose: Mord (Diagnosis Murder, 1 Folge)
- 1999: Chicago Hope – Endstation Hoffnung (Chicago Hope, 1 Folge)

### Spielfilme
- 1973: Der Clou (The Sting)
- 1980: Xanadu
- 1987: Disney-Land: Auf der Suche nach Bigfoot (Bigfoot)
- 1987: Beverly Hills Boys Club (Billionaire Boys Club, Fernsehfilm)
- 1987: Todesgrüße aus Havanna (Her Secret Life, Fernsehfilm)
- 1991: Danielle Steel – Unter dem Regenbogen (Changes, Fernsehfilm)
- 1992: Schuld kennt kein Vergessen (Woman with a Past, Fernsehfilm)
- 1996: Geschändet – Ein Sohn unter Verdacht (My Son Is Innocent, Fernsehfilm)